# Samson Sabit Wanni
Samson Sabit Wanni (arabisch شمشون ثابت وانى; geb. 1946) ist ein ehemaliger sudanesischer Gewichtheber.
Er war Teilnehmer der Olympischen Spiele 1972 in München. Im Bantamgewicht kam er auf Rang 20.